# Ervin Gashi
Ervin Gashi (* 27. August 1990) ist ein kosovarisch-schweizerischer ehemaliger Fussballspieler und heutiger -trainer.

## Karriere

### Als Spieler
Ervin Gashi entstammt der Talentschmiede des FC Thun, wurde aber 2009 im Rahmen der Zusammenarbeit mit dem BSC Young Boys auch schon bei der U21 der Stadtberner eingesetzt. Am 5. Dezember 2009 gab er sein Debüt in der 1. Mannschaft des FC Thun beim Spiel gegen den FC Gossau, in der zweithöchsten Spielklasse der Schweiz, der Challenge League.
Ende Mai 2010 unterschrieb Gashi einen Zweijahresvertrag beim FC Thun (mit der Option für ein drittes Vertragsjahr). Der Verein wurde in der Saison 2009/10 Challenge-League-Meister und stieg in die Axpo Super League auf.
Unter der Führung von Rüdiger Böhm war Gashi als Stammspieler der Thuner U21 (die 2010 in die 1. Liga aufstieg) weiter im Aufwind. Die Mannschaft war zum Zeitpunkt des Rückrundenstarts im März 2011 das erfolgreichste aller zehn U21-Teams in der 1. Liga. Durch seine dortigen Leistungen empfahl sich der junge Abwehrspieler kontinuierlich für die 1. Mannschaft, für die er am 17. Juli 2010 gegen die Young Boys erstmals in der höchsten Schweizer Spielklasse eingesetzt wurde (Einwechslung in der 88. Minute). In der Saison 2012/13 spielte er beim FC Naters, in der Saison 2013/14 beim FC Solothurn, in den Saisons 2014/15 und 2015/16 beim FC Prishtina Bern und in der Saison 2016/17 beim FC Wyler Bern. Nach einer Pause kehrte er für die Saisons 2018/19 und 2020/21 zum FC Prishtina Bern zurück und beendete dort seine Spielerkarriere.

### Als Trainer
Sein erstes Traineramt war das des Spielertrainers beim FC Wyler Bern. 2017/18 war er Co-Trainer der U18 des FC Thun unter Damiano Bottazzo. 2018–2020 war er, noch während seiner eigenen Spielerkarriere, Trainer der Jugend des FC Solothurn. 2020–2022 war er Trainer der U16 des Grasshopper Club Zürich und 2022–2023 von dessen U18. Für das 2. Halbjahr 2023 kehrte er als Trainer zum FC Prishtina Bern zurück und war gleichzeitig unter Thomas Häberli Co-Trainer der estnischen Nationalmannschaft. Anschliessend war er noch für das 1. Halbjahr 2024 Co-Trainer beim FC Schaffhausen.